# Couzon (Dore)
Der Couzon ist ein Fluss in Frankreich, der in der Region Auvergne-Rhône-Alpes verläuft. Er entspringt im Gemeindegebiet von Noirétable, knapp an der Grenze zur benachbarten Gemeinde Vollore-Montagne, die auch die Grenze zwischen den Départements Loire und Puy-de-Dôme sowie den beiden Regionen bildet. Der Fluss entwässert generell in westlicher Richtung durch den Regionalen Naturpark Livradois-Forez und mündet nach rund 22 Kilometern im Gemeindegebiet von Courpière als rechter Nebenfluss in die Dore.

## Orte am Fluss
(Reihenfolge in Fließrichtung)
- Aubusson-d’Auvergne
- Courpière